# Jonas Larsson
Pour les articles homonymes, voir Larsson.
Jonas Larsson est un ancien joueur professionnel suédois de basket-ball, né le 2 mai 1971 à Alvsered (Suède). Il mesure 1,94 m.

## Clubs
- 1994–1996 :  M 7 Borås (1re division)
- 1996–2001 :  Dijon (Pro A)
- 2001–2003 :  Planja Basket Luléå (1re division)
- 2003–2004 :  Chalon-sur-Saône (Pro A)
- 2004–2005 :  Besançon (Pro B)

## Équipe de Suède
- Ex international suédois.

## Palmarès
- Champion de Suède  en 2002